# Törpelégykapó
A törpelégykapó (Ficedula hodgsoni) a madarak osztályának verébalakúak (Passeriformes) rendjéhez és a  légykapófélék (Muscicapidae) családjához tartozó faj.

## Rendszerezése
A fajt Frederic Moore brit természettudós írta le 1854-ben, a Nemura nembe Nemura hodgsoni néven. Egyes szervezetek a Muscicapella nembe sorolják egyetlen fajként, Muscicapella hodgsoni néven.

## Alfajai
- Ficedula hodgsoni hodgsoni (Moore, 1854) - a Himalája keleti része és onnan keletre Kína déli részéig és az Indokínai-félsziget középső részéig
- Ficedula hodgsoni sondaica (Robinson & Kloss, 1923)- a Maláj-félsziget, Szumátra és Borneó

## Előfordulása
Dél- és Délkelet-Ázsiában, Bhután, India, Indonézia, Kína, Laosz, Malajzia, Mianmar, Nepál, Thaiföld és Vietnám területén honos. 
Természetes élőhelyei a szubtrópusi vagy trópusi hegyi esőerdők és magaslati cserjések Állandó, nem vonuló faj.

## Megjelenése
Testhossza 10 centiméter.
|  |

## Természetvédelmi helyzete
Az elterjedési területe rendkívül nagy, egyedszáma pedig stabil. A Természetvédelmi Világszövetség Vörös listáján nem fenyegetett fajként szerepel.